# عبد الله الهاروشي
عبد الله الهاروشي (1091 - 1175 هـ‍ = 1680 - 1761 م) هو فقيه مالكي صوفي، من أهل فاس. انتقل إلى تونس، وتوفي بها. اشتهر بكتابه «كنوز الأسرار في الصلاة والسلام على النبي المختار». قال عنه محمد بن محمد مخلوف في شجرة النور الزكية في طبقات المالكية: «كان من العلماء العاملين الأخيار، المُلازمين للأوراد والأذكار، والصلاة على النبي المختار، وكان من الفقهاء السادة مع صلاح وورع وزهادة».

## اسمه ونشأته
هو أبو محمد عبد الله بن محمد الخياط الشهير بالهاروشي، الفاسي المولد، التونسي رحلة ووفاة، ويقال في نسبته الشُرْحَبيلي؛ نسبة إلى الصحابي شرحبيل بن حسنة.

## شيوخه
أخذ عن محمد بن عبد القادر الفاسي (ت 1116 هـ)، وأحمد بن محمد بن جابر النائلي (ت 1137 هـ) شيخ الزاوية الزروقية بمصراتة في عصره، ومحمد الخصاصي (ت 1139 هـ)، اجتمع به في مصر حين قدم إليها حاجاً لازمه مدة إقامته بها وانتفع به، وأبو عبد الله محمد العياشي (ت 1149 هـ) تلميذ محمد بن ناصر الدرعي، وهؤلاء الشيوخ الثلاثة أثنى عليهم كثيراً في كتابه «الفتح المبين والدر الثمين». ومن شيوخه أيضاً: محمد بن زكري الفاسي (ت 1144 هـ).

## تصوفه
رجّح محمد بو خنيفي مُحقق كتاب «كنوز الأسرار» أنه قد يكون أخذ التصوف عن شيخه محمد العياشي، ومن ثم فهو شاذلي الطريقة ينتسب إلى طريقة شيخه الكرزوزية الزروقية.

## مؤلفاته
- كنوز الأسرار في الصلاة والسلام على النبي المختار وعلى آله وأصحابه الأبرار، كتاب في الأدعية والأذكار، اشتمل على ثلاث وخمسين صلاة على النبي.
- الفتح المبين والدر الثمين في فضل الصلاة والسلام على سيد المرسلين، وهو شرح على كتابه «كنوز الأسرار».

## وفاته
توفي بتونس، كما قال بعض مترجميه: «عن سن عالية»، ودفن بمقبرة الجلاز أو «الزلاج» باللهجة العامية التونسية وتاريخ وفاته منقوش على لوح من رخام فوق قبره أنه توفي سنة 1175 هـ‍.